# Trichemeopedus calosus
Trichemeopedus calosus là một loài bọ cánh cứng trong họ Cerambycidae.